# Gerard Lavin
Pour les articles homonymes, voir Lavin.
Cet article possède un paronyme, voir Gérard Lanvin.
Gerard Lavin est un footballeur anglo-écossais, né le 5 février 1974 à Corby (Northamptonshire).

## Biographie
Évoluant au poste d'arrière droite, il est principalement connu pour ses saisons à Watford, Millwall et Bristol City ainsi que pour avoir été sélectionné 7 fois (pour un but inscrit) avec l'équipe d'Écosse espoirs.
Natif de Corby (Northamptonshire) en Angleterre mais de parents écossais, il grandit à Watford et c'est dans le club local qu'il est formé et qu'il débute en professionnel. Il s'impose à son poste d'arrière droit à la faveur d'une blessure du capitaine et légende du club, Nigel Gibbs (en), blessure qui l'éloigna des terrains pendant presque deux ans. Il inscrivit trois buts lors de ces 147 matchs disputés sous le maillot des Hornets (dont 126 en championnat), mais l'un de ses buts fut marqué après seulement 13 secondes de jeu, contre Millwall, son futur club. 
Après avoir terminé 7e en First Division en 1994-95, Watford le transféra à Millwall pour 400 000£. Watford connut la relégation dès la saison suivante tandis que Lavin jouait 
87 matches pour les Lions (dont 74 de championnat). Après 4 saisons, son contrat terminé, il s'engagea gratuitement pour Bristol City. 
Pour son premier match avec les Robins, le 7 août 1999, contre Reading, il fut expulsé pour avoir délibérément envoyé le ballon sur des supporteurs de Reading, brisant le poignet de l'un d'entre eux, ce qui lui valut une condamnation pour coups et blessures.
Il eut par la suite beaucoup de difficultés à s'imposer en équipe première, que ce soit à Bristol City, à Wycombe Wanderers où il fut prêté ou à Northampton Town, avant de rejoindre un club non league, Farnborough (en) où il termina sa carrière.